# Diocese de Nuevo Laredo
A Diocese de Nuevo Laredo (em latim: Dioecesis Novolaredensis) é uma diocese da Igreja Católica localizada no município de Novo Laredo, no estado de Tamaulipas, pertencente a Arquidiocese de Monterrey no México. Foi fundada em 6 de novembro de 1989 pelo Papa  João Paulo II. Com uma população católica de 373.000 habitantes, sendo 69,9% da população total, possui 43 paróquias com dados de 2021.

## História
Em 6 de novembro de 1989 o Papa João Paulo II cria a Diocese de Nuevo Laredo através dos territórios da Arquidiocese de Monterrey e da Diocese de Matamoros.

## Lista de bispos
A seguir uma lista de bispos desde a criação da diocese em 1989.
|                        | Nome                           | Período                | Notas                        |
| Bispos de Nuevo Laredo | Bispos de Nuevo Laredo         | Bispos de Nuevo Laredo | Bispos de Nuevo Laredo       |
| ---------------------- | ------------------------------ | ---------------------- | ---------------------------- |
| 3º                     | Enrique Sanchez Martinez       | 2015 - atual           |                              |
| 2º                     | Gustavo Rodríguez Vega         | 2008 – 2015            | Nomeado arcebispo de Yucatán |
| 1º                     | Ricardo Watty Urquidi, M.Sp.S. | 1989 - 2008            | Nomeado bispo de Tepic       |